# أمهات المؤمنين
أُمُّ الْمُؤمِنِينَ وجمعها أُمَّهَاتُ الْمُؤْمِنِينَ هي كنية ومصطلح إسلامي يُطلق على زوجات الرسول محمد. وقد ورد هذا اللقب في سورة الأحزاب في القرآن: ﴿النَّبِيُّ أَوْلَى بِالْمُؤْمِنِينَ مِنْ أَنْفُسِهِمْ وَأَزْوَاجُهُ أُمَّهَاتُهُمْ وَأُولُو الْأَرْحَامِ بَعْضُهُمْ أَوْلَى بِبَعْضٍ فِي كِتَابِ اللَّهِ مِنَ الْمُؤْمِنِينَ وَالْمُهَاجِرِينَ إِلَّا أَنْ تَفْعَلُوا إِلَى أَوْلِيَائِكُمْ مَعْرُوفًا كَانَ ذَلِكَ فِي الْكِتَابِ مَسْطُورًا ۝٦﴾. يستدل المسلمون بأن لهن فضل ومزية عن بقية النساء بنص آية من سورة الأحزاب في القرآن: ﴿يَا نِسَاءَ النَّبِيِّ لَسْتُنَّ كَأَحَدٍ مِنَ النِّسَاءِ إِنِ اتَّقَيْتُنَّ فَلَا تَخْضَعْنَ بِالْقَوْلِ فَيَطْمَعَ الَّذِي فِي قَلْبِهِ مَرَضٌ وَقُلْنَ قَوْلًا مَعْرُوفًا ۝٣٢﴾ [الأحزاب:32].
وقد ذكر الحافظ عبد الرحيم العراقي أحد فقهاء المسلمين الشافعية في القرن الرابع عشر الميلادي، الاختلاف في عدد أزواج النبي صلى الله عليه وسلم اللاتي دخل بهن على قولين؛ أنهنّ إثنتا عشرة أو إحدى عشرة في ألفيته الشهيرة.، وسبب الاختلاف هو في مارية القبطية، هل هي زوجة له أم ملك يمين. فالمتَّفق عليه من زوجاته إحدى عشرة. القرشيات منهن ست، هن: خديجة بنت خويلد، وسودة بنت زمعة، وعائشة بنت أبي بكر، وحفصة بنت عمر بن الخطاب، وأم سلمة، وأم حبيبة بنت أبي سفيان والعربيات من غير قريش أربع، هن: زينب بنت جحش، وجويرية بنت الحارث، وزينب بنت خزيمة، وميمونة بنت الحارث. وواحدة من غير العرب وهي: صفية بنت حيي من بني إسرائيل. وتبقى مارية القبطية وهي من مصر. وتوفِّيت اثنتان من زوجات النبي محمد حال حياته، وهما خديجة بنت خويلد وزينب بنت خزيمة، وتُوفي هو عن تسع نسوة.
وقد أثبت عبد الرحيم العراقي وابن القيم وغيرهما أنه كان هناك عدد ممن عقد عليهن محمد صلى الله عليه وسلم، ولكن لم يدخل بهن. فقال ابن القيم: وأما من خطبها ولم يتزوجها، ومن وهبت نفسها له، ولم يتزوجها، فنحو أربع أو خمس وأهل العلم بسيرته وأحواله لا يقرون هذا، بل ينكرونه والمعروف عندهم أنه بعث إلى الجونية ليتزوجها، فدخل عليها ليخطبها، فاستعاذت منه، فأعاذها ولم يتزوجها، وكذلك الكلبية، وكذلك التي رأى بكشحها بياضًا. فلم يدخل بها، والتي وهبت نفسها له فزوجها غيره على سورة من القرآن، هذا هو المحفوظ والله أعلم. وقال أبو محمد المقدسي: وعقد على سبعةٍ ولم يدخل بهن.

## من عقد عليهن ودخل بهن
وهن على الترتيب الزمني لزواج النبي بهن، كما ذكره الحافظ العراقي:
| الزوجة                 | سنة الزواج   | سنة الوفاة | الأولاد                                            |
| ---------------------- | ------------ | ---------- | -------------------------------------------------- |
| خديجة بنت خويلد        | 28 ق.هـ      | 3 ق.هـ     | عبد الله، والقاسم، وزينب، ورقية، وأم كلثوم، وفاطمة |
| سودة بنت زمعة          | 3 ق.هـ       | 54 هـ      | -                                                  |
| عائشة بنت أبي بكر      | 2 هـ         | 56 هـ      | -                                                  |
| حفصة بنت عمر بن الخطاب | 2 هـ أو 3 هـ | 45 هـ      | -                                                  |
| زينب بنت خزيمة         | 3 هـ أو 4 هـ | 4 هـ       | -                                                  |
| أم سلمة                | 4 هـ         | 58 هـ      | -                                                  |
| زينب بنت جحش           | 4 هـ أو 5 هـ | 20 هـ      | -                                                  |
| جويرية بنت الحارث      | 5 هـ أو 6 هـ | 50 هـ      | -                                                  |
| أم حبيبة               | 7 هـ         | 44 هـ      | -                                                  |
| صفية بنت حيي           | 7 هـ         | 50 هـ      | -                                                  |
| ميمونة بنت الحارث      | 7 هـ         | 51 هـ      | -                                                  |
| مارية القبطية          | 7 هـ         | 16 هـ      | إبراهيم                                            |

### خديجة بنت خويلد
هي خديجة بنت خويلد بن أسد بن عبد العزى القرشية الأسدية، تجتمع مع الرسول محمد بن عبد الله في جده قصي بن كلاب، وأول أزواجه، تزوجها وكان سنها أربعين سنة وهو في الخامسة والعشرين، ولم يتزوج عليها غيرها حتى ماتت، وكل أولاده منها سوى إبراهيم فهو من مارية القبطية. يقول ابن إسحاق: وكانت خديجة بنت خويلد امرأة تاجرة ذات شرف ومال.

### سودة بنت زمعة
هي سودة بنت زمعة بن قيس بن عبد شمس بن عبد ود بن نصر بن مالك بن حسل بن عامر بن لؤي، تجتمع مع النبي في جده لؤي بن غالب، تزوَّجها بعد وفاة خديجة بقليل، عقَد عليها بمكة، وقيل: دخَل عليها بمكة أو المدينة، وتُوفّيت سنة 54 هـ. زوّجه إياها سليط بن عمرو، ويقال أبو حاطب بن عمرو بن عبد شمس ود بن نصر بن مالك بن حسل، وأصدقها النبي محمد أربعمائة درهم. قال ابن هشام: ابن إسحاق يخالف هذا الحديث، يذكر أن سليطا وأبا حاطب كانا غائبين، بأرض الحبشة في هذا الوقت. وكانت قبله عند السكران بن عمرو بن عبد شمس بن عبد ود ابن نصر بن حسل.

### عائشة بنت أبي بكر
أسلمت عائشة بنت أبي بكر في بداية دعوة محمد بن عبد الله للإسلام وذكر ابن إسحاق أن عائشة في من أول من أسلم أول البعثة، قال: وهي يومئذ صغيرة. وأنها أسلمت بعد ثمانية عشر فقط وهناك حديث شكك في صحتة يقول بأن عمرها عند العقد ست سنوات وخطبها النبي محمد بمكة، وبنى بها بالمدينة وهي بنت تسع سنوات وهو مختلف فيه حيث أنه «الحديث» يذكر أنها كانت مخطوبة لمطعم بن عدي ثم رجع عن خطبتها! وكذالك قياسًا على عمر أختها أسماء والتي هي أسن منها بعشر سنين وتوفيت عام 73 هـ وعمرها 100 عام فيكون سنها عام الهجرة 27 وسن أختها 17 ولم يتزوج رسول الإسلام محمد بكرًا غيرها، زوجه إياها أبوها أبو بكر الصديق، وأصدقها محمد بن عبد الله أربعمائة درهم. توفيت سنة 56 هـ أو بعدها وقد قاربت السبعين.

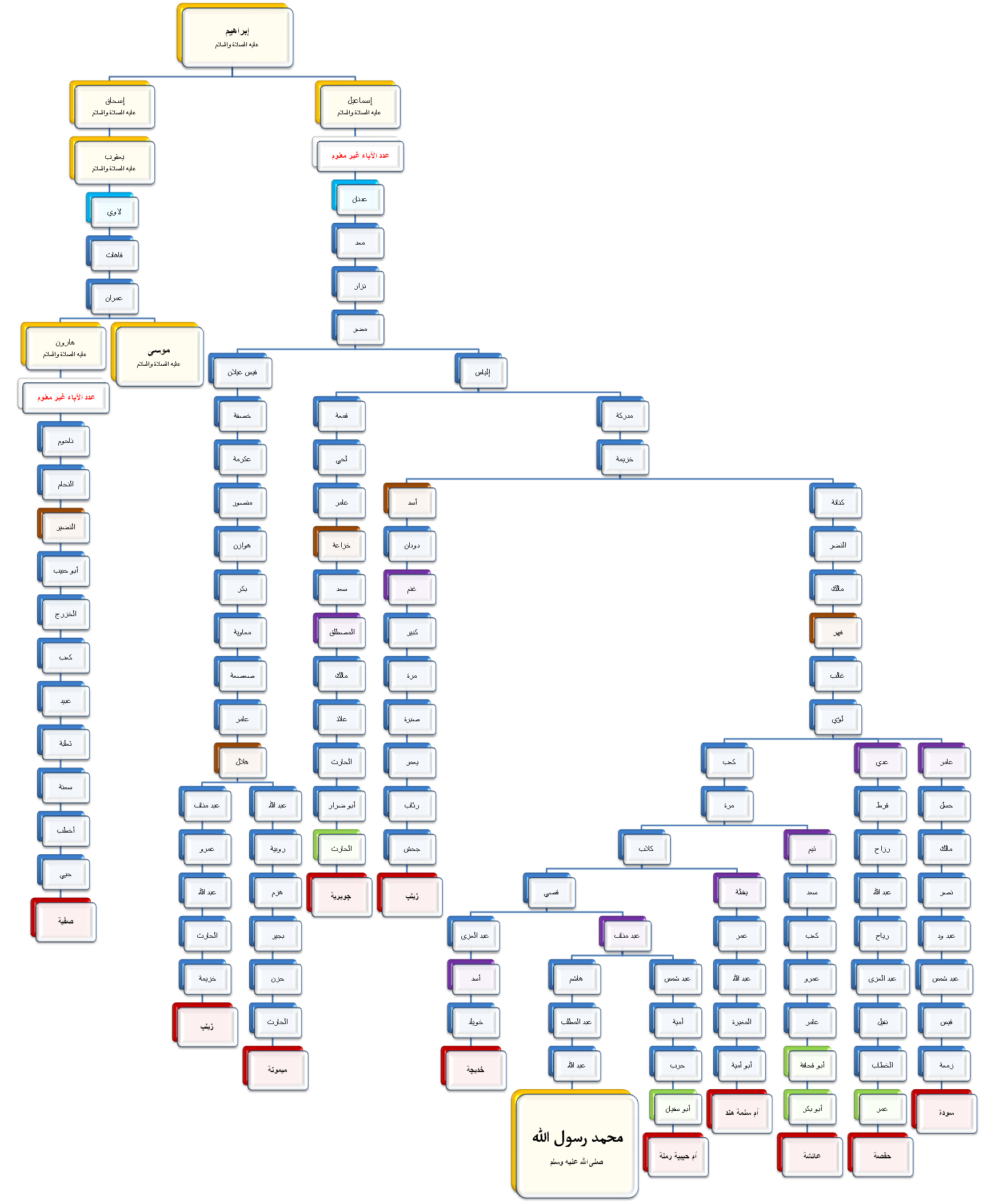
شجرة نسب أمهات المؤمنين والتقاءه بنسب محمد بن عبد الله.

### حفصة بنت عمر بن الخطاب
هي حفصة بنت عمر بن الخطاب، زوّجه إياها أبوها عمر بن الخطاب، وأصدقها أربعمائة درهم، وكانت قبله عند خنيس بن حذافة السهمي. تزوَّجها في السنة الثانية أو الثالثة بعد الهجرة، وتوفيت سنة 45 هـ.

### زينب بنت خزيمة
كانت تُلقَّب في الجاهلية بأمِّ المساكين، وكانت من المهاجرين، قتل زوجها عبد الله بن جحش في غزوة أحد فأرسل محمد إليها ليخطبها لنفسه، فردت عليه أني جعلت أمر نفسي إليك، فتزوَّجها في شهر رمضان سنة ثلاث أو أربع من الهجرة، وتوفِّيت في السَّنة الرَّابعة، ومدة مكْثها عند النبي شهران أو ثلاثة، وقيل ثمانية.

### أم سلمة
هي أم سلمة بنت أبي أمية بن المغيرة المخزومية، واسمها هند، زوجه إياها سلمة بن أبي سلمة ابنها، وأصدقها: فراشا حشوه ليف، وقدحا، وصحيفة، ومجشة. وكانت قبله عند أبي سلمة بن عبد الأسد، واسمه عبد الله. تزوّجها النبي بعد وفاة زوجها في السنة الرابعة من الهجرة، وتوفِّيت سنة 58 هـ أو بعدها.

### زينب بنت جحش
هي زينب بنت جحش بن رئاب الأسدية زوجه إياها أخوها أبو أحمد بن جحش وأصدقها النبي  أربعمائة درهم، تزوَّجها سنة 3 هـ أو 4 هـ أو 5 هـ، وكانت قبله عند زيد بن حارثة، مولى الرسول، ويؤمن المسلمون أن الآية 37 من سورة الأحزاب ﴿فلما قضى زيد منها وطرا زوجناكها﴾ نزلت فيها. تُوفِّيت سنة 20 هـ أو بعدها.

### جويرية بنت الحارث
هي جويرية بنت الحارث بن أبي ضرار بن حبيب بن جذيمة الخزاعية المصطلقية، كانت تحت ابن عم لها يقال له مسافع بن صفوان المصطلقي، وقد قُتل يوم المريسيع، ثم غزا محمد بن عبد الله قومها بني المصطلق فكانت من جملة السبي، ووقعت في سهم ثابت بن قيس.

تزوجها محمد بن عبد الله في السنة الخامسة للهجرة، وكان عمرها إذ ذاك عشرين سنة، فلما تزوجها فك المسلمين أسراهم من قومها. ففي الحديث عن عائشة أم المؤمنين قالت: 
| أمهات المؤمنين | لما قسم رسول الله صلى الله عليه وسلم سبايا بني المصطلق، وقعت جويرية بنت الحارث في السهم لثابت بن قيس بن الشماس أو لابن عم له، وكاتبته على نفسها، فأتت رسول الله صلى الله عليه وسلم تستعينه في كتابتها، فقالت: يا رسول الله، أنا جويرية بنت الحارث بن أبي ضرار، وقد أصابني ما لم يخف عليك، فوقعتُ في السهم لثابت بن قيس بن الشماس أو لابن عم له، فكاتبته على نفسي، فجئتك أستعينك على كتابتي، فقال لها: فهل لك في خير من ذلك؟ قالت: وما هو يا رسول الله؟ قال: أقضي كتابتك وأتزوجك، قالت: نعم يا رسول الله، قال: قد فعلت، وخرج الخبر إلى الناس أن رسول الله صلى الله عليه وسلم تزوج جويرية بنت الحارث، فقال الناس: أصهار رسول الله صلى الله عليه وسلم، فأرسلوا ما بأيديهم -أي أعتقوا- من السبي، فأعتق بتزويجه إياها مائة أهل بيت من بني المصطلق، فما أعلم امرأة أعظم بركة على قومها منها. | أمهات المؤمنين |

وروى ابن سعد في الطبقات أنه لما وقعت جويرية بنت الحارث في السبي، جاء أبوها إلى النبي فقال: إن ابنتي لا يُسبى مثلها؛ فأنا أكرم من ذاك، فخل سبيلها، فقال: «أرأيت إن خيّرناها، أليس قد أحسنّا؟»، قال: بلى، وأدّيت ما عليك، فأتاها أبوها فقال: إن هذا الرجل قد خيّرك فلا تفضحينا، فقالت: فإني قد اخترت محمد بن عبد الله. وغيَّر النبي محمد اسمها، فعن ابن عباس قال: «كان اسم جويرية بنت الحارث برة، فحوّل النبي اسمها، فسماها جويرية». توفيت أم المؤمنين جُويرية في المدينة سنة خمسين، وقيل سنة سبع وخمسين للهجرة وعمرها 65 سنة.

### أم حبيبة
واسمها رملة بنت أبي سفيان بن حرب، زوجه إياها خالد بن سعيد بن العاص، وهما بأرض الحبشة سنة سبع من الهجرة، وأصدقها النجاشي عن الرسول محمد أربعمائة دينارا، وهو الذي كان خطبها على الرسول، وكانت قبله عند عبيد الله بن جحش الأسدي. توفِّيت سنة 44 هـ.

### صفية بنت حيي
من يهود بني النضير، وقعت في الأسر فاشتراها النبي من دَحْية، وتزوَّجها في غزوة خيبر سنة سبع من الهجرة، وأولم محمد بن عبد الله وليمة، ما فيها شحم ولا لحم، كان سويقًا وتمرًا، وكانت قبله عند كنانة بن الربيع بن أبي الحقيق. تُوفِّيت سنة 50 هـ.

### ميمونة بنت الحارث
هي ميمونة بنت الحارث بن حزن بن بحير بن هزم بن رويبة بن عبد الله بن هلال بن عامر بن صعصعة، زوجه إياها العباس بن عبد المطلب في السنة السابعة من الهجرة في عُمْرَة القضية، وأصدقها العباس عن الرسول أربعمائة درهم، وكانت قبله عند أبي رهم بن عبد العزى بن أبي قيس بن عبد ود بن نصر بن مالك بن حسل بن عامر بن لؤي؛ ويقال أنها التي وهبت نفسها للنبي، وذلك أن خطبته انتهت إليها وهي على بعيرها، فقالت: البعير وما عليه لله ولرسوله، وفيها كانت الآية القرآنية: «وامرأة مؤمنة إن وهبت نفسها للنبي». تُوفِّيت في «سرف» سنة 51 هـ.

### مارية القبطية
مارية القبطية هي جارية أهداها المقوقس ملك مصر إلى محمد بن عبد الله ﷺ مع أختها واسمها سرين عند وصولها إلى النبي، أنجبت منه ولدا سماه إبراهيم مات صغيرًا. توفيت سنة 12 أو 16 هـ.

## من عقد عليهن ولم يدخل بهن

### عمرة الكلابية
بنت يزيد بن رواس بن كلاب. بلغ رسول الله أن بها بياضًا، فطلّقها ولم يدخل بها.

### قُتيلة الكندية
قُتيلة الكندية بنت قيس بن معدي كرب بن جبلة الكندّية، أخت الأشعث بن قيس، قُبض رسول الله قبل خروجها إليه من اليمن، فخلف عليها عكرمة بن أبي جهل، وكانت سبب تزوجه إياها؛ أن الأشعث قال للنبي -لما بلغه تَعوَّذ أسماء منه-: والله يا رسول الله لأزوجنك من هي أشرف وأجمل وأنبت منها، فزوَّجه قتيلة أخته.

### سَنَا السُلمية
بنت أسماء بن الصَّلتْ بن حبيب بن جابر بن حارثة بن هلال بن حرام بن سّمَّال بن عوف السُلمي، ماتت قبل أن يصل إليها رسول الله.

### شَرَاف الكلبية
أخت دِحْية الكلبي الذي كان جبريل يأتي رسول الله على صورته، ماتت قبل دخول النبي عليها.

### العالية الكلابية
بنت ظبيان بن عمرو بن عوف بن عبيد بن أبي بكر بن كلاب. ورد أنها مكثت عند رسول الله فترة ثم طلّقها.

### ليلى الأوسية
بنت الخطيم الأوسي، أتته وهو متنبه لها، فتخطت منكبه، فقال: (من هذا؟ أكله الأسد) قالت: أنا ليلى بنت الخطيم، بنت مطعم الطير، جئتك لأعرض عليك نفسي، قال: قد قبلتُك. فرجعت إلى أهلها، فقلن لها: إن رسول الله كثير الضَّرائر وأنت امرأة غيور، ولسنا نأمن أن تغضبيه فيدعو عليك، فأتته، فأقالها، فدخلت حيطان المدينة فشدَّ عليها الأسد فأكلها.

### أسماء بنت النعمان
أسماء بنت النعمان هي بنت النعمان بن الجوْن بن شراحبيل، وقيل: أسماء بنت النعمان بن الأسود بن الحارث بن شراحبيل بن النعمان من كِندة، أجمعوا على أنَّ رسول الله تزوجها، واختلفوا في قصة فراقه لها، فقال بعضهم: لما دخلت عليه دعاها، فقالت: تعال أنت، فأبت أن تجيء. وقال بعضهم إنها قالت: أعوذ بالله منك. فقال: (قد عذت بمعاذ، وقد أعاذك الله مني) فلما قالت ذلك فارقها، فكانت تُسمِّي نفسها الشقية.

## شعر يجمع ذكر أمهات المؤمنين
ذكر الحافظ العراقي في ألفيته:

## الأولاد

### الأبناء
- قاسم ( توفي بمكة وبه كُنِّيَ ﷺ أبا القاسم).
- عبد الله ( توفي بمكة ).
- إبراهيم ( توفي بالمدينة وهو رضيع ).

### البنات
- فاطمة الزهراء ( تزوجها علي بن أبي طالب، والوحيدة من أبنائه ﷺ التي توفيت بعده).
- رقية ( تزوجها عثمان بن عفان ).
- أم كلثوم ( تزوجها عثمان بن عفان بعد وفاة رقية ولذلك سمي: ذا النورين).
- زينب (تزوجها أبو العاص بن الربيع).

## وصلات خارجية
- اعرف نبيك ، موقع طريق الإسلام.
- الرحيق المختوم، صفي الرحمن المباركفوري.
- السيرة النبوية لابن هشام.
- تفسير ابن كثير[وصلة مكسورة].

### كتب حول محمد
- السيرة النبوية (سيرة ابن هشام)، عبد الملك بن هشام (ابن هشام).
- الرحيق المختوم، صفي الرحمن المباركفوري.
- نبي الرحمة[ ؟ ]، محمد مسعد ياقوت.
- زاد المعاد، ابن القيم.
- السيرة النبوية، علي محمد الصلابي.